# Ambasciatori prussiani in Svizzera
L'ambasciatore prussiano in Svizzera era il primo rappresentante diplomatico della Prussia in Svizzera.
Le relazioni diplomatiche iniziarono ufficialmente nel 1702 e rimasero attive sino alla costituzione della Confederazione Germanica del nord nel 1867 e poi dell'Impero tedesco nel 1871 quando le funzioni passarono all'ambasciatore tedesco in Svizzera.

## Regno di Prussia
- 1702–1709: Ernst von Metternich (1657–1727)
- 1792–1795: ?

1795–1805: Interruzione delle relazioni diplomatiche a causa delle guerre napoleoniche
- 1805–1816: Jean Pierre Chambrier d'Oleires (1753–1822)
- 1816–1820: Justus von Gruner (1777–1820)
- 1820–1824: Charles-Gustave de Meuron (1779–1830)
- 1824–1835: Friedrich von Otterstedt (1769–1850)
- 1835–1839: Theodor von Rochow (1794–1854)
- 1839–1841: Christian Karl Josias von Bunsen (1791–1860)
- 1841–1844: Karl von Werther (1809–1894)
- 1845–1847: Friedrich von Wylich und Lottum (1796–1847)
- 1847–1859: Rudolf von Sydow (1805–1872)
- 1859–1867: Carl Albert von Kamptz (1808–1870)
- 1867: Heinrich von Roeder (1804–1884)

1867: Chiusura dell'ambasciata